# アノ風ニノッテ
アノ風ニノッテ（あのかぜにのって）は、pe'zmokuのシングル。2009年5月27日、デフスターレコーズより発売。

## 解説
前作より約3ヶ月ぶりのリリース。本来は2009年5月13日に発売予定であったが変更になった。
初回生産限定盤と通常盤の2形態で発売。初回盤はアニメ「戦場のヴァルキュリア」仕様（デジパック仕様＋ピクチャーレーベル＋ステッカー封入）。また、「アノ風ニノッテ」のアニメバージョンが追加収録されている。

## 収録曲

### 初回生産限定盤
1. アノ風ニノッテ (5:03)
（作詞：Ohyama"B.M.W."Wataru,suzumoku　作曲：Ohyama"B.M.W."Wataru）
テレビアニメ「戦場のヴァルキュリア」エンディングテーマ
2. P.M.トガリアンズ (4:24)
（作詞：suzumoku　作曲：ヒイズミマサユ機）
3. 第三の男 (6:35)
（作曲：アントン・カラス）
サッポロビールエビス＜ザ・ホップ＞CMソング
4. アノ風ニノッテ (Instrumental) (5:04)
5. アノ風ニノッテ (戦場のヴァルキュリアVersion) (1:31)

全編曲：pe'zmoku

### 通常盤
1. アノ風ニノッテ (5:03)
2. P.M.トガリアンズ (4:24)
3. 第三の男 (6:35)
4. アノ風ニノッテ (Instrumental) (5:04)